# 2012: Doomsday
2012: Doomsday is een Amerikaanse film uit 2008 van The Asylum, geregisseerd door Nick Everhart met Cliff De Young en Dale Midkiff. De film kwam op 12 februari 2008 als direct-naar-video film uit op DVD.
Het is de eerste film uit een serie van drie films van The Asylum met een 2012 Doomsday scenario. De andere twee zijn 2012: Ice Age en 2012: Supernova.

## Verhaal
Op 21 december 2012 beginnen vier mensen aan een reis naar een oude tempel in Mexico. Voor de Maya's is deze dag de laatste vastgelegde dag, voor NASA een rampzalige verschuiving.

## Rolverdeling
| Acteur           | Personage          |
| ---------------- | ------------------ |
| Cliff De Young   | Lloyd              |
| Dale Midkiff     | Dr. Frank Richards |
| Ami Dolenz       | Susan Reed         |
| Danae Nason      | Sarah              |
| Joshua Lee       | Alex               |
| Sara Tomko       | Wakanna            |
| Caroline Amiguet | Dr. Trish Lane     |
| Shirley Raun     | Mrs. Reed          |
| Louis Graham     | Dr. Ian Hunter     |
| Jonathan Nation  | Uncle Jim          |
| Mark Hengst      | Matt               |
| Gilberto Canto   | Gino               |
| Omar Mora        | Raul               |